# Väderspåstjärna
Väderspåstjärna (Astraeus hygrometricus) är en svamp som under hösten bildar fruktkroppar liknande de hos jordstjärnorna i släktet Geastrum. Den är dock inte släkt med dessa.
Väderspåstjärnan växer på sandig mark och har en vid utbredning. I Europa förekommer den främst i de södra och mellersta delarna. Fruktkroppen är när den först kommer upp ur marken till en början rundad, men sedan spricker dess yttre skikt upp i 6–8 flikar och låter den oskaftade rökbollen i svampens mitt framträda. 
Flikarna har egenskapen att de reagerar på växlingar i omgivningens luftfuktighet. Om luftfuktigheten är hög håller de sig utspärrade, men om det är torrt så sluter de sig omkring rökbollen. 
Den stjärnlika fruktkroppen kan bli 4–7 centimeter bred. 
Svampen är inte ätlig.

## Galleri

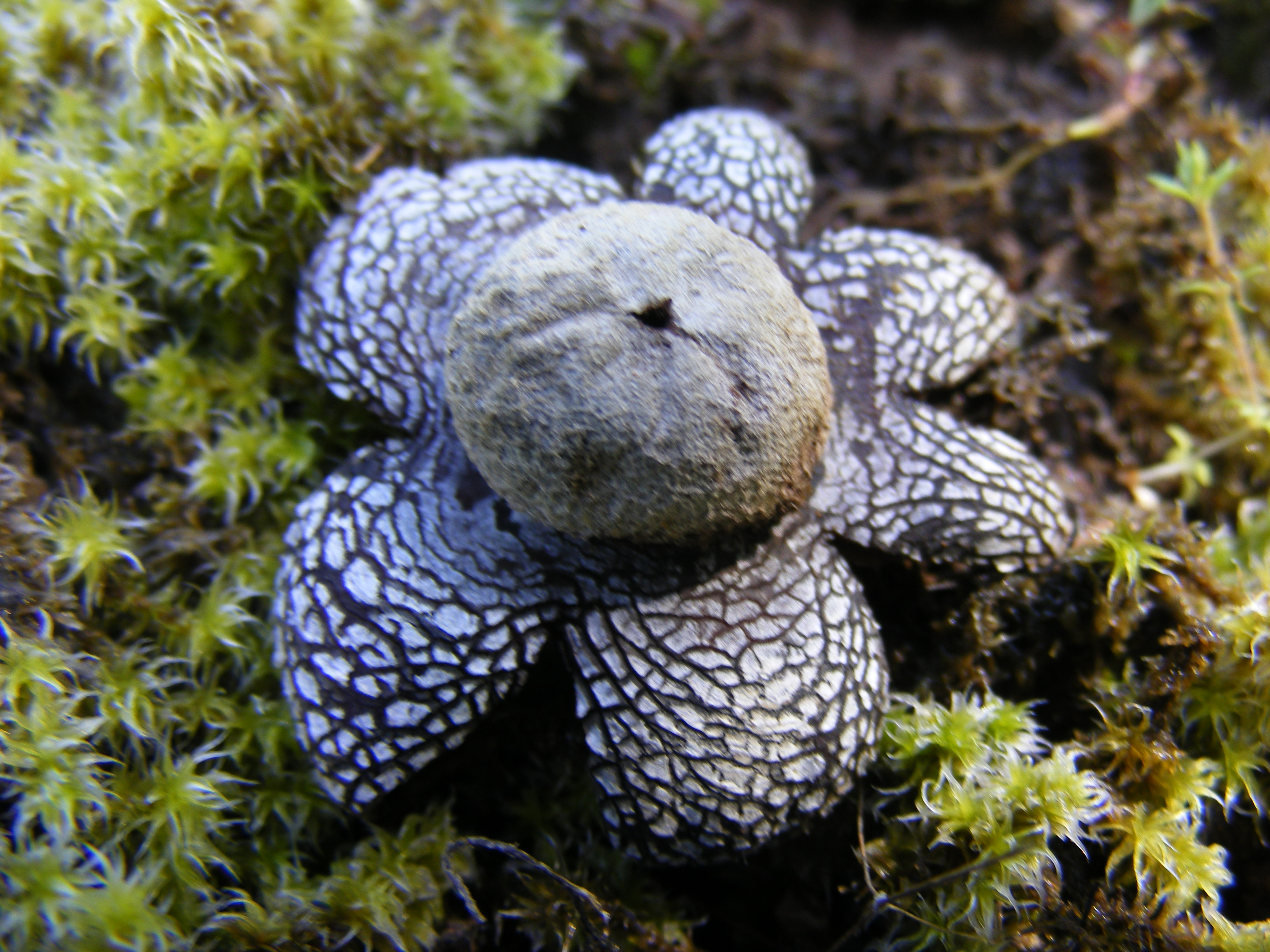
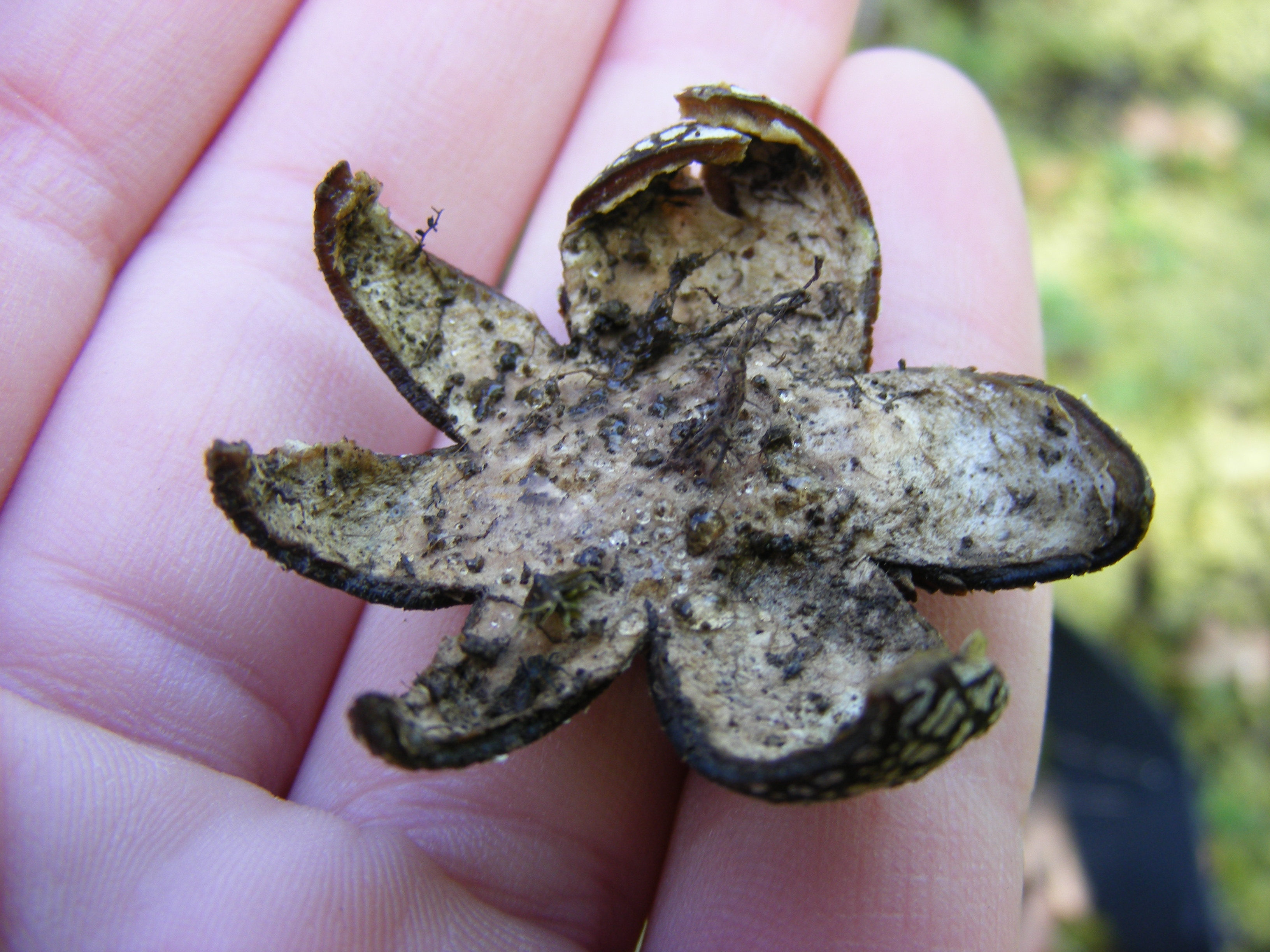
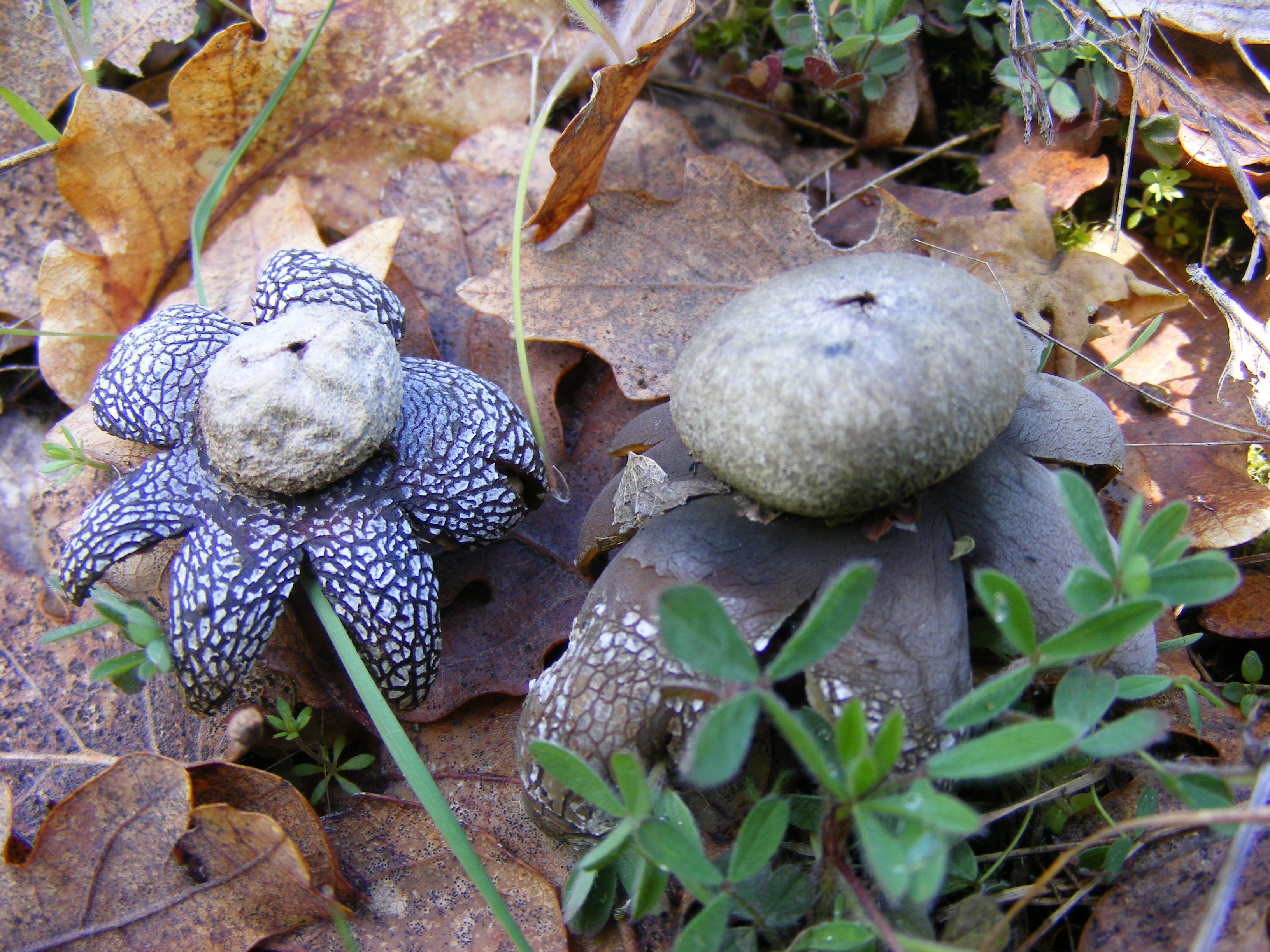
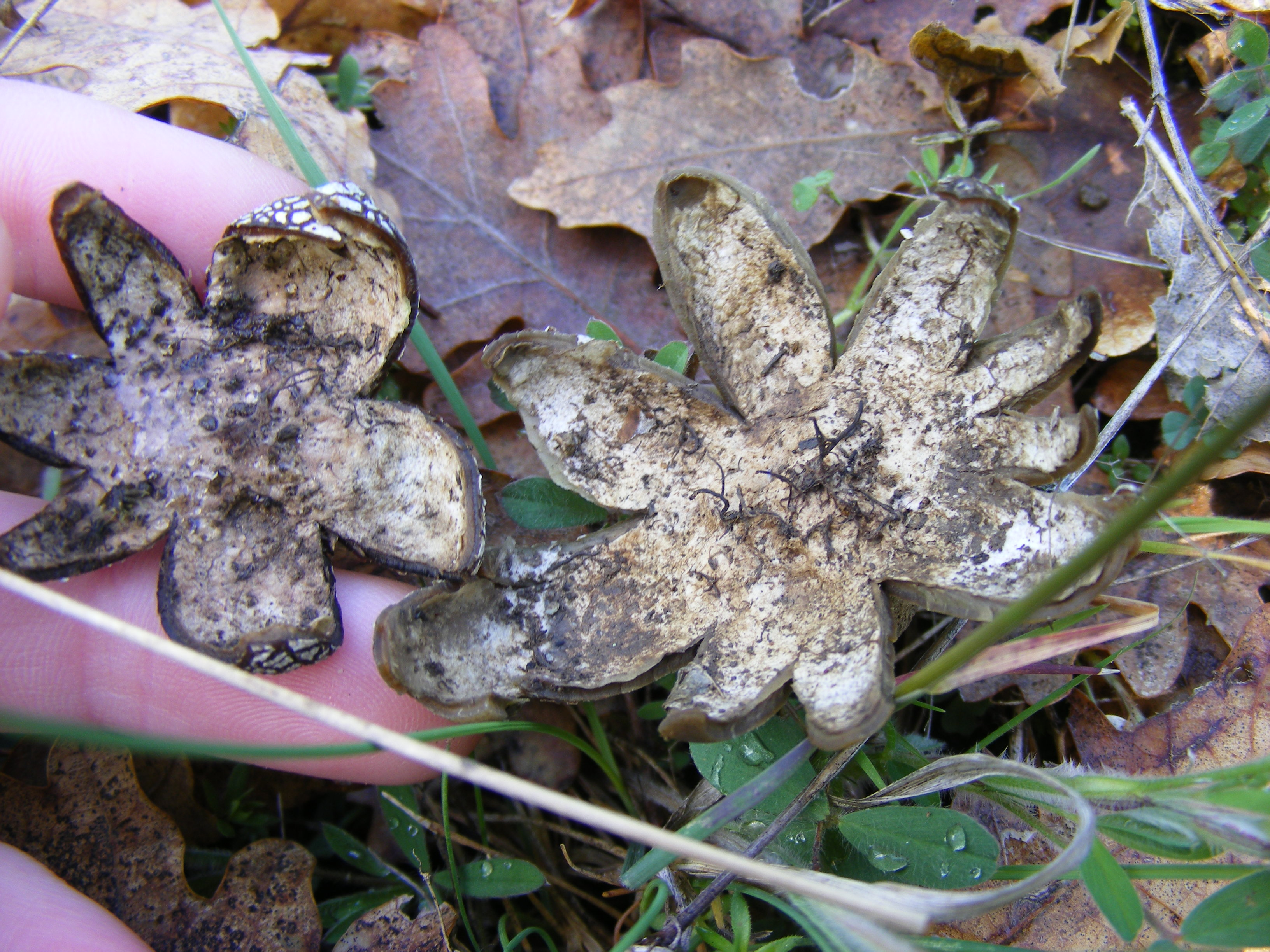
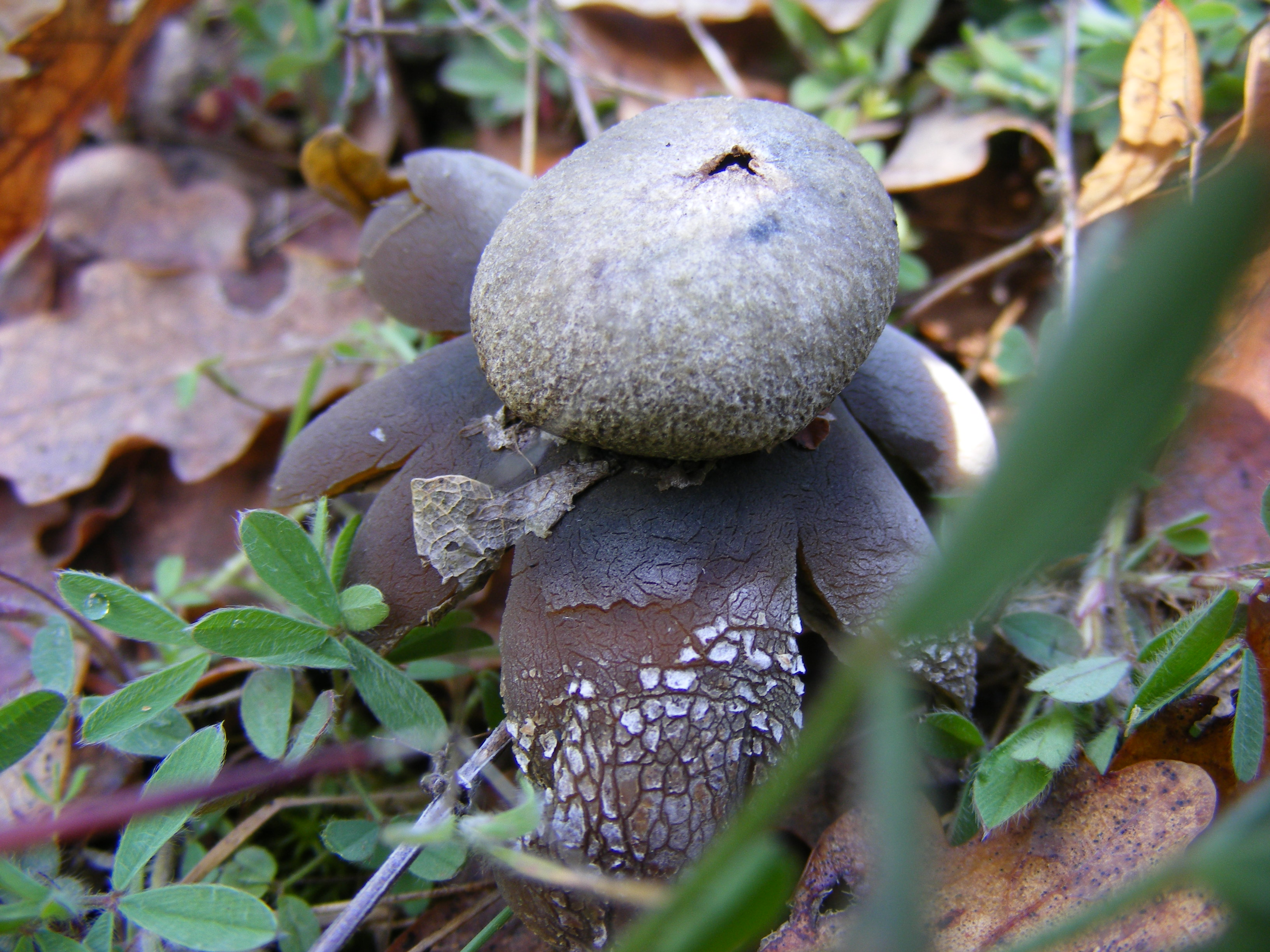
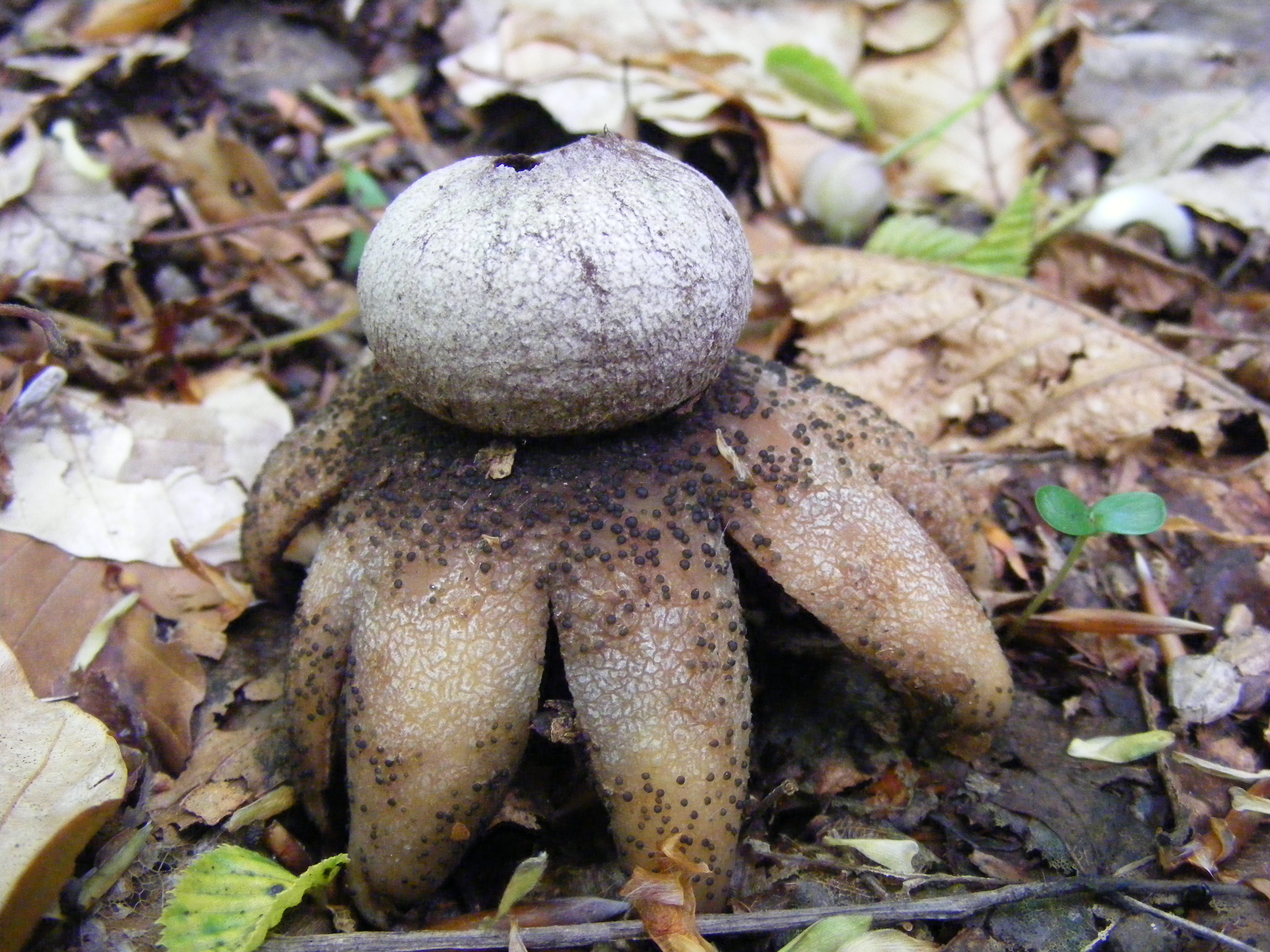
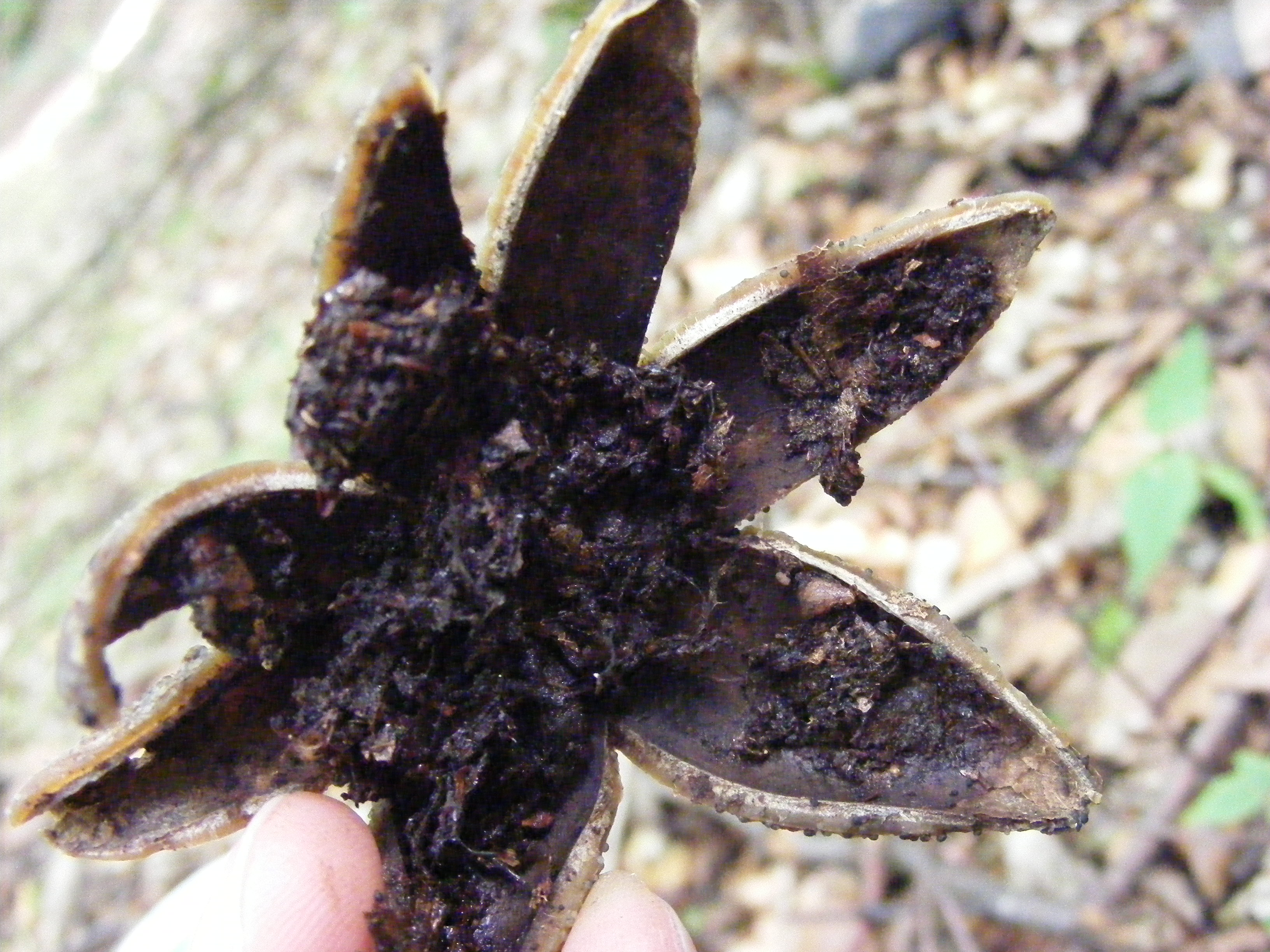